# Liste der Biografien/Bero
Liste der Biografien |
Portal Biografien |
Personensuche
# |
A |
B |
C |
D |
E |
F |
G |
H |
I |
J |
K |
L |
M |
N |
O |
P |
Q |
R |
S |
T |
U |
V |
W |
X |
Y |
Z |
?
 
Ba |
Be |
Bd |
Bg |
Bh |
Bi |
Bj |
Bl |
Bm |
Bn |
Bo |
Br |
Bs |
Bu |
Bw |
By |
Bz
 
Bea–Beb |
Bec |
Bed |
Bee |
Bef |
Beg |
Beh |
Bei |
Bej |
Bek |
Bel |
Bem |
Ben |
Beo |
Bep |
Beq |
Ber |
Bes |
Bet |
Beu |
Bev |
Bew |
Bex |
Bey |
Bez
 
Bera |
Berb |
Berc |
Berd |
Bere |
Berf |
Berg |
Berh |
Beri |
Berj |
Berk |
Berl |
Berm |
Bern |
Bero |
Berq |
Berr |
Bers |
Bert |
Beru |
Berv |
Berw |
Berx |
Bery |
Berz
Die Liste der Biografien führt alle Personen auf, die in der deutschsprachigen Wikipedia einen Artikel haben. Dieses ist eine Teilliste mit 41 Einträgen von Personen, deren Namen mit den Buchstaben „Bero“ beginnt.

## Bero
- Bero Bass (* 1980), deutsch-kurdischer Rapper
- Bero, Matúš (* 1995), slowakischer Fußballspieler

### Beroa
- Béroalde de Verville, François (1556–1626), französischer Renaissance-Schriftsteller, Dichter und Intellektueller
- Beroaldo, Filippo der Ältere (1453–1505), italienischer Philologe und Dichter
- Beroaldo, Filippo der Jüngere (1472–1518), italienischer Philologe, Dichter und Bibliothekar
- Béroard, Jocelyne (* 1954), französische Sängerin und Schauspielerin

### Beroc
- Berocay, Roy (* 1955), uruguayischer Schriftsteller und Kinderbuchautor

### Berof
- Béroff, Michel (* 1950), französischer klassischer Pianist und Dirigent

### Berog
- Beroggi, Giampiero (* 1960), Schweizer Hochschullehrer

### Beroj
- Berojew, Jegor Wadimowitsch (* 1977), russischer Film- und Theaterschauspieler und TV-Moderator

### Berol
- Berolatti, Gilles (* 1944), französischer Florettfechter
- Beroldingen, Egon Reichsgraf von (1885–1933), deutscher Jagdflieger und Flughafenleiter
- Beroldingen, Franz Cölestin von (1740–1798), deutscher Theologe und Geologe
- Beroldingen, Josef Anton Euseb von (1703–1776), deutscher Adliger, kaiserlicher Hofrat (1743–1749)
- Beroldingen, Joseph Anton Siegmund von (1738–1816), Schweizer Adeliger und Priester, Domherr in Speyer und Hildesheim
- Beroldingen, Joseph Ignaz von (1780–1868), deutscher Offizier und Diplomat
- Beroldingen, Maria von (1853–1942), deutsche Malerin
- Beroldingen, Nora von (1889–1953), deutsche Journalistin
- Beroldingen, Paul Joseph von (1754–1831), deutscher Diplomat und Politiker
- Beroldingen, Sebastiano (1818–1865), Schweizer Anwalt, Politiker, Tessiner Staatsrat und Ständerat
- Berolla, Johann Nepomuk (1777–1849), badischer Verwaltungsbeamter
- Berolzheimer, Fritz (1869–1920), deutscher Rechtsphilosoph und Wirtschaftsphilosoph
- Berolzheimer, Heinrich (1836–1906), deutscher Unternehmer in Fürth und New York
- Berolzheimer, Josef (1900–1980), deutschamerikanischer Ökonom
- Berolzheimer, Michael (1866–1942), deutscher Rechtsanwalt, Unternehmer und Kunstsammler

### Beron
- Berón, Elba (1930–1994), argentinische Tangosängerin
- Beron, Grégory (* 1989), französischer Eishockeyspieler
- Beron, Petar († 1871), bulgarischer Aufklärer
- Berón, Raúl (1920–1982), argentinischer Tangosänger
- Béronie, Nicolas (1742–1820), französischer römisch-katholischer Geistlicher, Okzitanist und Lexikograf

### Beros
- Beroshima (* 1968), deutscher Techno-DJ, -Produzent und Live-Act
- Berossos, babylonischer Historiker

### Berou
- Béroud, Louis (1852–1930), französischer Maler des Symbolismus
- Béroul, altfranzösischer Dichter
- Beroun, Jiří (* 1980), tschechischer Eishockeyspieler
- Berousek, Mario (* 1974), tschechischer Keulen-Jongleur

### Berov
- Berov, Venelin (* 1988), deutsch-bulgarischer Basketballtrainer
- Berović, Maya (* 1987), bosnische und serbische Popfolk-Sängerin

### Berow
- Berow, Ljuben (1925–2006), bulgarischer Politiker und Ministerpräsident
- Berowelf († 794), Bischof von Würzburg
- Berowitsch, Georg (1845–1925), christlicher Staatsmann des Osmanischen Reiches